# Wang Bing
Wang Bing (chiń. 王兵; pinyin Wáng Bīng; ur. 17 listopada 1967 w Xi’an) – chiński reżyser, scenarzysta, operator, montażysta i producent filmowy. Uważany za jedną z ważniejszych postaci współczesnego filmu dokumentalnego.

## Życiorys
Od 1992 studiował fotografię na Akademii Sztuk Pięknych im. Lu Xuna w Shenyangu, a następnie - od 1995 roku - reżyserię na Pekińskiej Akademii Filmowej.
W 2002 roku nakręcił swój debiutancki film pt. Po zachodniej stronie torów, ponad dziewięciogodzinny dokument o upadku ciężkiego przemysłu w północnowschodnich Chinach i jego wpływie na losy robotników i ich rodzin. W 2014 roku Wangowi poświęcono specjalną wystawę w paryskim Centre Pompidou. Jego film Pani Fang (2017) zdobył główną nagrodę Złotego Lamparta na MFF w Locarno.
Wang zasiadał w jury konkursu filmów dokumentalnych na 72. MFF w Berlinie (2022).